# Tiago Mendes
Tiago Mendes (Viana Dg. Castelo, Província de Miño, Portugal, 2 de maig de 1981), és un exfutbolista professional portuguès que jugava de centrecampista, i que actualment és entrenador.

## Carrera esportiva
Va jugar principalment al Club Atlètic de Madrid de la Primera Divisió espanyola.

## Internacional
Ha estat internacional amb la selecció de futbol de Portugal en una seixantena d'ocasions.

### Participacions en Copes del Món
| Mundial                        | Seu      | Resultat  |
| ------------------------------ | -------- | --------- |
| Copa Mundial de Futbol de 2006 | Alemanya | Semifinal |

## Clubs
| Club                    | País       | Any         |
| ----------------------- | ---------- | ----------- |
| Sporting Clube de Braga | Portugal   | 1999 - 2002 |
| Sport Lisboa e Benfica  | Portugal   | 2002 - 2004 |
| Chelsea FC              | Anglaterra | 2004 - 2005 |
| Olympique de Lió        | França     | 2005 - 2007 |
| Juventus Fc             | Itàlia     | 2007 - 2010 |
| Atlètic de Madrid       | Espanya    | 2010 -      |

## Palmarès

### Campionats nacionals
| Títol               | Club                   | País       | Any  |
| ------------------- | ---------------------- | ---------- | ---- |
| Copa de Portugal    | Sport Lisboa e Benfica | Portugal   | 2004 |
| FA Premier League   | Chelsea FC             | Anglaterra | 2005 |
| Football League Cup | Chelsea FC             | Anglaterra | 2005 |
| Community Shield    | Chelsea FC             | Anglaterra | 2005 |
| Supercopa de França | Olympique de Lió       | França     | 2005 |
| Ligue 1             | Olympique de Lió       | França     | 2006 |
| Supercopa de França | Olympique de Lió       | França     | 2006 |
| Ligue 1             | Olympique de Lió       | França     | 2007 |
| Copa del Rei        | Atlètic de Madrid      | Espanya    | 2013 |
| Lliga Espanyola     | Atlètic de Madrid      | Espanya    | 2014 |
| Supercopa d'Espanya | Atlètic de Madrid      | Espanya    | 2014 |

### Campionats internacionals
| Títol                   | Club              | Any  |
| ----------------------- | ----------------- | ---- |
| Supercopa d'Europa      | Atlètic de Madrid | 2010 |
| Lliga Europa de la UEFA | Atlètic de Madrid | 2012 |
| Supercopa d'Europa      | Atlètic de Madrid | 2012 |